# Stefan Schlesinger
Stefan Schlesinger (Wenen, 14 januari 1896 – Auschwitz, 1 oktober 1944) was een Nederlandse uit Oostenrijk afkomstige graficus, in Nederland werkende onder de firmanaam Stefan Schlesinger: Atelier voor Reclame.

## Afkomst en studie
Stefan Schlesinger kwam voort uit een joods geslacht dat zijn oorsprong heeft in het westen van Hongarije. Zijn vader Michael Schlesinger (1860-1924), restaurateur van beroep, en zijn moeder Rosa Lobel (1862-?) verkregen de Oostenrijkse nationaliteit na de ineenstorting en opdeling van het keizerrijk Oostenrijk-Hongarije. Het echtpaar, in 1894 gehuwd in de Synagoge van Wenen, kreeg twee kinderen: Stefan, geboren op 14 januari 1896, en Thérèse, geboren op 27 november 1897.
Schlesinger bezocht de lagere school, vervolgens de HBS en daarna de Technische Hogeschool in Wenen, waar hij in 1913 begon aan zijn studie architectuur, afdeling hoogbouw. In 1915 moest hij zijn studie afbreken omdat hij werd ingelijfd als dienstplichtig soldaat. Een jaar later, in juli 1916, raakte hij gewond. Wegens bijzondere getoonde moed ontving hij een eervolle vermelding. In de rang van 2de luitenant bij het 76ste regiment der Infanterie in Wenen verliet Schlesinger in 1918 de militaire dienst. Na zijn demobilisatie was hij, zonder zijn studie te hebben afgemaakt, een aantal jaren werkzaam in de architectuur om vervolgens reclametekenaar bij een tweetal Oostenrijkse bedrijven te worden.

## Huwelijk
Op 27 februari 1924 trouwde Schlesinger in Wenen op huwelijkse voorwaarden met de veertien jaar oudere Anna (Be) Kerdijk (1882-1944), een niet onbemiddelde half-joodse vrouw met in 1931 een vermogen van 156.000 gulden. Ze was de dochter van mr. Arnold Kerdijk (1846-1905), van 1887 tot 1901 lid van de Tweede Kamer in Nederland; hij was oprichter van het Sociaal Weekblad, mede-oprichter in 1901 van de Vrijzinnig Democratische Bond en financieel betrokken bij de oprichting van enkele bedrijven waaronder Drukkerij Trio in Den Haag. Zijn zoon Frits zou later van deze drukkerij directeur worden.
Anna Kerdijk begon in de drukkerij als secretaresse. Als vertaalster vertaalde zij in 1921 de geschriften van Inayat Khan. Deze vertaling werd uitgegeven onder de titel "Een inleiding tot het Soefisme". Verder was zij geïnteresseerd in de Bahai-beweging, de vredesbeweging en de vrijmetselarij.

## Vertrek naar Nederland
Schlesinger en zijn vrouw bleven niet lang in Wenen wonen. Na de Eerste Wereldoorlog waren de economische omstandigheden er bar slecht, terwijl het antisemitisme alleen maar toenam. Het paar vertrok naar Amsterdam waar Schlesinger op 1 november 1925 als reclametekenaar in het bevolkingsregister werd ingeschreven. Uit deze beginperiode zijn een groot aantal ontwerpen voor o.a. affiches bewaard gebleven waaruit blijkt dat er reeds contacten waren met buitenlandse opdrachtgevers, met name het Londense juweliershuis Bins en de Hamburg-America Line (Hapag).
Schlesinger voelde zich spoedig thuis in Nederland. Niet lang na zijn komst raakte hij bevriend met de illustrator Jo Spier. Schlesinger kreeg het Nederlands al gauw onder de knie en vond voldoende werk. Rond 1930 bedroeg zijn jaarinkomen 2000 gulden. Daarnaast ontving zijn vrouw jaarlijks 8600 gulden aan rente-inkomsten uit haar vermogen. Schlesinger wenste in Nederland te blijven en vroeg in 1931 naturalisatie aan, die een jaar later werd ingewilligd. Het echtpaar Schlesinger heeft steeds in Amsterdam-Zuid gewoond, met als laatste adres het flatgebouw van architect Staal - toen de wolkenkrabber genoemd - aan het Daniel Willinkplein.

## Karakter
Een van de organisaties die in de strijd tegen het fascisme en voor het behoud van de democratie werden opgericht, was het Kunstenaarscentrum voor Geestelijke Weerbaarheid (1936). De tentoonstelling 'Het Kind’ in de Beeldende Kunst' in de C.T. Storkschool te Hengelo was een van de activiteiten van dit centrum. Schlesinger zond ten behoeve van de tentoonstelling een ontwerp in voor een affiche Steunt het Joodsche misdeelde kind. Over Schlesingers karakter is wel iets bekend. Volgens zijn zwager Frits Kerdijk was Schlesinger uitermate vriendelijk en had hij een sterke drang om anderen behulpzaam te zijn in hun levensmoeilijkheden. Hij beschikte over een rijke wijsgerige geest: ... zijn letters zijn de weerslag van een hooggerichte geest, een vast karakter en een geoefende kunstvaardigheid....

## Werk

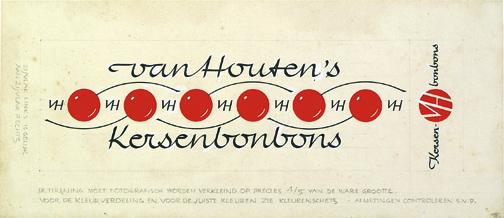
Ontwerp voor wikkels van Van Houten's kersenbonbons (1927)

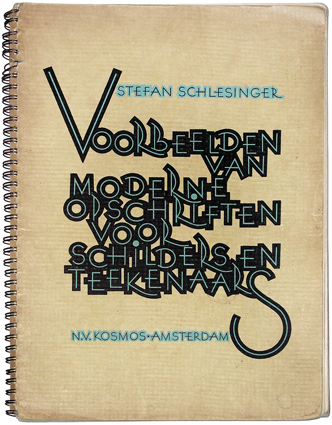
Boekomslag (1939)

Hij ging werken voor Metz & Co in Amsterdam, die de nieuwste trends in textiel, mode, verlichting en meubilair op de voet volgde. Metz betrok een flink aantal van zijn artikelen van de firma Liberty en de Wiener Werkstätte. Schlesinger ontwierp voor Metz catalogi, briefpapier, pakpapier en advertenties alles in een elegante stijl, die bij het imago van Metz paste. Het had verwantschap met de stijl van de Wiener Werkstätte. Schlesinger signeerde zijn werk met een monogram.
Op verschillende terreinen van de grafische kunst was Schlesinger thuis. Hij ontwierp letters, onder andere de Figaro/Hidalgo, affiches, advertenties, kalenders, papiermerken, boekomslagen en exlibris. In 1926 was een van zijn opdrachtgevers de Gemeente Amsterdam, hij werkte ook onder andere voor Van Houten in Weesp waarvoor hij tientallen ontwerpen maakte, voor de Papiergroothandel Bührman in Amsterdam en voor de Drukkerij Trio in Den Haag waarvoor hij de kalenders voor de jaren 1933, 1934, 1937 en 1940 ontwierp.
Schlesinger, die eerder al reclamedrukwerk voor de inktfabriek Talens en verffabriek Veluvine had verzorgd, werkte voor Trio op freelance basis. In 1932 kreeg hij opdracht een nieuw beeldmerk voor de drukkerij te ontwerpen. Het werd het bekende vierkant in een vette en normale versie, in rood-wit en zwart-wit, dat tot 1955 in gebruik is geweest. Verder ontwierp Schlesinger in deze beginperiode nieuw briefpapier, enveloppen en rekeningpapier. De vooruitstrevende drukkerij verkreeg hiermee een eigen lichtvoetige huisstijl. De faam van Trio was nauw verbonden met modern esthetisch drukwerk. Daaraan gaf Kerdijk ook uitdrukking door het inrichten van tentoonstellingen van het werk van enkele reclameontwerpers in het achterzaaltje van de drukkerij in de Nobelstraat.

### Boekbandontwerpen

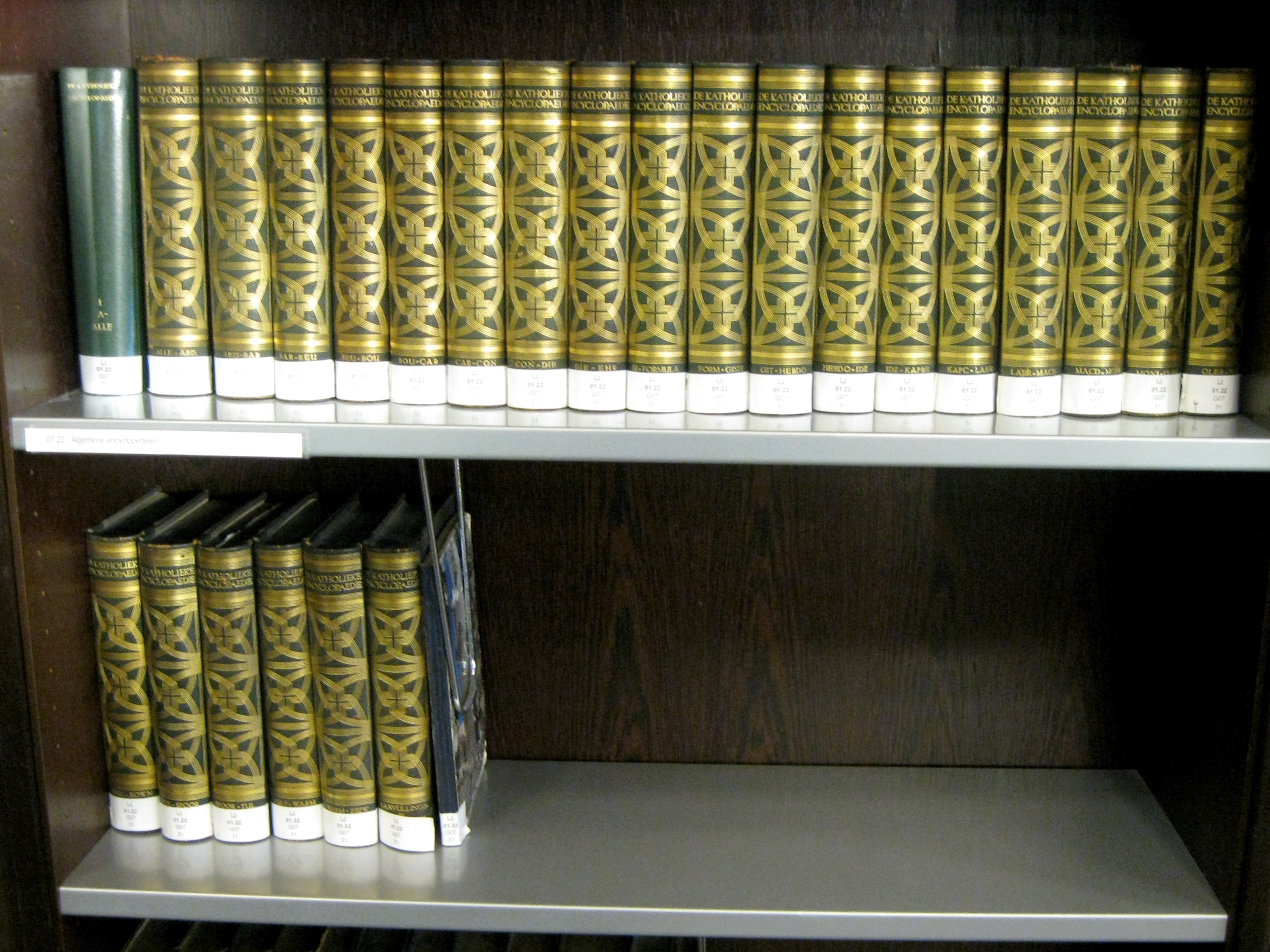
Bandontwerp De Katholieke Encyclopaedie (1933)

Vergeleken met andere kunstenaars - bijvoorbeeld Fré Cohen en Pieter Hofman – neemt zijn werk als boekbandontwerper en ontwerper van stofomslagen in het oeuvre van Schlesinger een bescheiden plaats in. Daarbij moet wel in ogenschouw worden genomen dat niet al zijn boekbanden zijn gesigneerd. Het betreft met name boekbanden voor de Maconnieke Uitgeversmaatschappij in Amsterdam waaronder de uitgave Mysteriën en inwijdingen in de oudheid (1927), door B.J. van Zuylen, pseudoniem van F.E. Farwerck, landelijk grootmeester van Le Droit Humain. Ook Hodsons Elfen, hoe zij spelen en werken, vertaald door A. S. (Anna Schlesinger), heeft een door Schlesinger gemaakte, niet gesigneerde band. Het is een eenvoudig ontwerp in een lettertype dat ook voorkomt in enkele advertenties voor Metz & Co. Schlesinger werkte ook voor de uitgeverij Joost van den Vondel in Amsterdam en ontwierp hiervoor de standaardbanden voor de Katholieke Encyclopaedie, en H. Brugmans' bekende Geschiedenis van Amsterdam. Met de laatste band, een ridderfiguur uitgevoerd in gouddruk, won hij de eerste prijs. De stofomslag voor de band van Over muziek en musici, door Alexander Schmuller, toont een notenbalk die als een regenboog over het voorplat loopt. De uitgever was Andries Blitz in Amsterdam, die ook Jo Spier-uitgaven publiceerde waarvoor Schlesinger in 1933 een apart boekmerkje maakte. Ook het luchtig uitgeversmerk van Bigot en Van Rossum (1934) is een ontwerp van Schlesinger.

### Exlibris

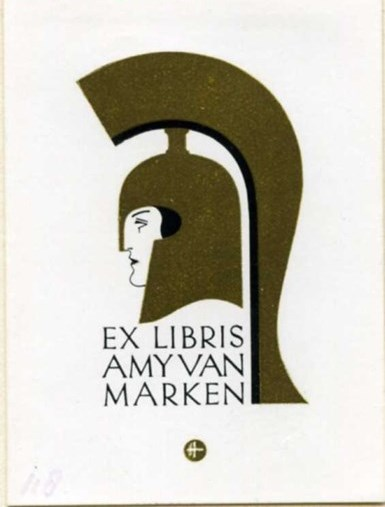
Ex libris voor Amy van Marken

Symbolisch daarentegen is het exlibris dat Schlesinger in de bange meidagen van 1940 tekende voor het echtpaar Spelberg, beiden predikant en stuwende krachten van de VPRO: op het barre bergland van 's mensen bestaan wordt het licht van God's genade uitgestort. Aparte aandacht verdienen de twee exlibris, die Hanrath in zijn boek over Maconnieke exlibris heeft beschreven. Dat van F.E. Farwerck vertoont een krukkenkruis en negenpuntige ster met op de punten de letters van het woord Sapientias. De eigenaar behoorde tot de 33e graad van de Gemengde Vrijmetselarij Le Droit Humain, waarvan hij, zoals reeds eerder vermeld, landelijk grootmeester was. Ook het exlibris voor Amy van Marken is exclusief uitgevoerd.

## Kamp Westerbork

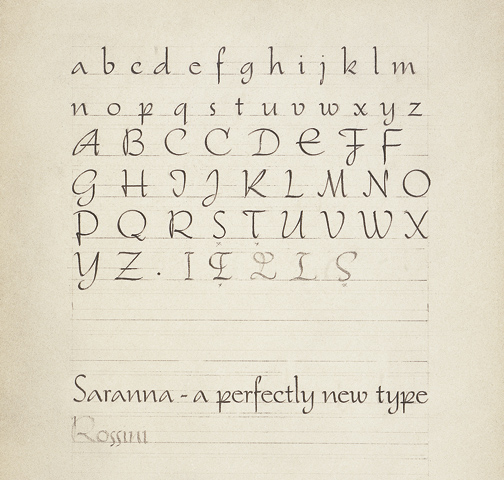
Letterontwerp (Saranna) (1941)

In juli 1942 begonnen in Amsterdam  de massale transporten van Joden naar kamp Westerbork. Schlesinger was daarbij. Op 8 augustus werd hij in het kamp ingeschreven. Zijn vrouw kwam vrijwillig in 1943. De Schlesingers verbleven in Westerbork tot begin september 1944. Zij verbleven daar lang, waarschijnlijk vanwege zijn dienstbaarheid als architect of zijn Oostenrijkse afkomst. Want de oorspronkelijke ingezetenen van het kamp waren naar Nederland gevluchte Oostenrijkse en Duitse joden, die er tijdens de bezetting invloedrijke posities innamen. Een van hen was naamgenoot Kurt Schlesinger die in februari 1940 in Westerbork was gekomen. Deze man was hoofd van de administratie en verantwoordelijk voor de transporten.
Na zijn registratie in het kamp moet Stefan Schlesinger al vrij snel zijn ingedeeld bij het bouwbureau. Er bestaat namelijk een door hem op 7 oktober 1942- gemaakte architectuurtekening van het waterreservoir in het kamp. Een andere tekening van hem, gedateerd 3 december 1943, betreft barak 209. Gedurende zijn gehele verblijf in het kamp is Schlesinger blijkens een overzicht van juni 1944 van medewerkers op het bouwbureau, werkzaam geweest op de tekenkamer.
Tot tweemaal toe heeft Schlesinger het kamp gedurende 4 a 5 dagen mogen verlaten voor bezoeken aan Amsterdam. Blijkens zijn verlofpas mocht hij gebruikmaken van de tram, de telefoon, openbare leeszaal en bibliotheek en zich 's avonds na acht uur op straat begeven. Deze reizen hielden verband met de ontwikkeling van zijn nieuwe letter 'Rondo' en met zijn research in de bibliotheek van Tetterode voor de boekuitgave van monogrammen en beeldmerken.

## Vernietigingskamp
Op 4 september 1944, werden Schlesinger en zijn vrouw op transport gesteld naar Theresienstadt waar ze hun vriend Jo Spier aantroffen. Schlesinger en Spier werkten er in dezelfde werkplaats. Ze zagen elkaar van 's morgens tot 's avonds totdat Schlesinger eind september naar Auschwitz werd afgevoerd. Pogingen hem daarvoor te vrijwaren liepen op niets uit.
Enkele weken later werd bekendgemaakt dat de vrouwen, wier mannen op transport gesteld waren, vrijwillig konden volgen. Schlesingers vrouw gaf hieraan gehoor ondanks het ontraden door vrienden en kampgenoten. Zij hield het voor haar plicht haar man te volgen waarheen dit ook mocht zijn. Schlesinger is op 1 oktober 1944 en zijn vrouw Anna omstreeks 6 oktober 1944 door vergassing in Auschwitz om het leven gekomen.
Zijn in Westerbork gemaakte tekeningen gaf hij in Theresienstadt door aan Spier, die ze later schonk aan het Museum van het Boek in Den Haag.